# Neoloxotaenia umbrosa
Neoloxotaenia umbrosa är en tvåvingeart som först beskrevs av Frey 1923.  Neoloxotaenia umbrosa ingår i släktet Neoloxotaenia och familjen fritflugor. Inga underarter finns listade i Catalogue of Life.